# Koichi Sugiyama (componist)
Kôichi Sugiyama (Japans: すぎやま こういち, Sugiyama Kôichi, geboren als Sugiyama Kōichi  (Japans: 椙山 浩一) (Tokio, 11 april 1931 – aldaar, 30 september 2021) was een Japans componist en dirigent.

## Levensloop
Sugiyama groeide in een muzikale omgeving op. Al op de middelbare school schreef hij kleine, eenvoudige composities. Hij studeerde aan de Universiteit van Tokyo, in Hongo, Tokio. In 1958 is hij met groot lof afgestudeerd.
Aansluitend werkte hij bij de culturele omroep. Hij werd directeur bij de Fuji Telecasting Co. In 1965 stopte hij met dit werk en concentreerde zich op het componeren. In de jaren 1970 en 1980 schreef hij musicals en voor popartiesten, maar ook voor geanimeerde films en Japanse televisieshows, zoals "Kagaku Ninja Tai Gatchaman", "Space Runaway Ideon", "Cyborg 009", en "Patlabor". In 1986 begon hij met het schrijven van een serie van videogames Dragon Quest van Enix (later: Square Enix) voor het Nintendo Entertainment System, dat tot nu toe zijn grootste succes is en hem wereldberoemd maakte. Videogames werden in Japan een soort introductie van het orkest voor de jeugd. Sugiyama is de eerste videogamecomponist, die zijn muziek door een liveorkest opneemt, een voorbeeld is de cd Dragon Quest I Symphonic Suite opgenomen door het London Philharmonic Orchestra.
Als klassiek opgeleid dirigent heeft hij de concertserie “Family Classic Concert” geïntroduceerd en heeft intussen in heel Japan 18 concerten gedirigeerd, onder andere op 20 augustus 1987 in de Suntory Hall in Tokio. Sinds 1991 organiseert hij ook een reeks "video game music concerts", Orchestral Game Concerts genaamd, waar onder andere het Tokyo City Philharmonic Orchestra en het Tokyo Symphony Orchestra musiceren en uitsluitend werken van Japanse videogamecomponisten zoals Koji Kondo, Yoko Kanno, Kentarou Haneda, Nobuo Uematsu, Keiichi Suzuki en natuurlijk van hem zelf uitgevoerd worden. In 2005 werd zijn muziek op het European Symphonic Game Music Concert voor het eerst in een symfonisch liveconcert buiten Japan uitgevoerd.
In 1995 schreef hij het Dragon Quest Ballet, dat in 1996 in première ging. Hij stichtte een eigen platenmaatschappij "SUGIlabel" in 2004. Hij is bestuurslid van de JASRAC (Japanese Society for Rights of Authors, Composers and Publishers) en erevoorzitter van de Japanese Backgammon Society.
Sugiyama overleed op 90-jarige leeftijd aan een septische shock.

## Composities

### Werken voor orkest
- 1986 Symphonic Suite "Dragon Quest" I
- 1987 Symphonic Suite "Dragon Quest" II ~ Gods of the Evil Spirits
- 1988 Symphonic Suite "Dragon Quest" III ~ And into the legend...
  1. Roto
  2. Rondo
  3. Around The World
  4. Adventure
  5. Dungeon ~ Tower ~ The Phantom Ship
  6. Requiem ~ Small Shrine
  7. Sailing
  8. Heavenly Flight
  9. Fighting Spirit
  10. Into The Legend
- 1990 Symphonic Suite "Dragon Quest" IV ~ The people are shown the way
  1. Overture
  2. Menuet
  3. Comrades
  4. In A Town
  5. Homeland ~ Wagon Wheel's March
  6. Frightening Dungeons ~ Cursed Towers
  7. Elegy ~ Mysterious Shrine
  8. Balloon's Flight
  9. Sea Breeze
  10. The Unknown Castle
  11. Battle For The Glory
  12. Ending
- 1992 Symphonic Suite "Dragon Quest" V ~ Bride of the Heavens
- 1993 Dragon Quest: Dai no Daibouken
- 1994 Symphonic Suite "Dragon Quest" VI
- 2000 Symphonic Suite "Dragon Quest" VII – Warriors of Eden
- 2003 Symphonic Suite Gatchaman
  1. Prologue
  2. Gatchaman no Theme
  3. Toki no Komoriuta – Red Inpulse no Theme
  4. Daitokai no Yoru
  5. Sento
  6. Gatchaman no Uta
  7. Joe no Theme
  8. Elegy – Joe no Shi
  9. Sosai X no Theme
  10. Epilogue – Heiwa Shoshite Kiki e no Yokan
- 2006 Symphonic Suite "Dragon Quest" VIII
  1. Overture
  2. Travelling with Wagon
  3. Peaceful Town – Quiet Village – Alchemy Pot
  4. Strange World – Marching Through the Fields
  5. Chatting
  6. Cold and Gloomy – In the Dungeon Depths
  7. Healing Power of the Psalms – Friar's Determination
  8. Over the Sorrow – Hurry! We are in Danger
  9. Mysterious Tower
  10. Reminiscence – Go Topo Go!!
  11. War Cry – Defeat the Enemy
  12. Remembrances ...
  13. Majestic Castle – Gavotte de chateau – Majestic Castle
  14. Poet's World
  15. Memories of an Ancient Ocean
  16. Stalked by Fear
  17. Ruins of Darkness
  18. Sanctuary
  19. Heavenly Flight
  20. Nearing our Destiny
  21. Dormaguez – Great Battle in the Vast Sky
  22. Sky, Ocean and Earth
- Audio Symphony No.1
- Audio Symphony No.2
- Bukyoku I, voor strijkers
- Bukyoku II, voor strijkers
- E.V.O.: Search for Eden, symfonische suite
  1. 46 Hundred Million Year Story ~ Birth of the World
  2. Mother Earth ~ Theme of Gaia
  3. Abundant Nature ~ Village Theme
  4. 450 Million Year Journey ~ Chapter 1 Field
  5. Journey to the Unknown ~ Cave Theme
  6. Natural Selection ~ Battle Theme
  7. Sorrow
  8. Earth, in Praise of Nature ~ Main Map Theme
  9. Hello Evolution ~ Chapter 2 Field
  10. Head for Land ~ Evolution March
  11. Another Evolution ~ Coffee Break
  12. Anxious Times ~ Chapter 3 Field
  13. Premonition of Ruin
  14. Evolution Ballad ~ Chapter 4 Field
  15. Final Choice ~ Battle with Bolbox
  16. To a New Evolution
  17. 46 Hundred Million Year Story Finale
- Okinawa, voor cello en strijkers
- Rhapsody concerto, voor elektrische gitaar en orkest
- Symphony "Ideon"

### Muziektheater

#### Balletten
| Voltooid in | titel                                        | aktes | première | libretto | choreografie |
| ----------- | -------------------------------------------- | ----- | -------- | -------- | ------------ |
| 1995        | Ballet “Dragon QUEST”                        |       | 1996     |          |              |
|             | Blue insect of ballet “lost child for child” |       |          |          |              |

### Werken voor piano
- Sail on the Sea, voor piano vierhandig
- Ballon's Flight, voor piano vierhandig

### Filmmuziek, tv-muziek en muziek voor video games
- 1968 Za taigâsu: Sekai wa bokura o matteiru
- 1968 Hanayahanaru shôtai
- 1971 Gojira tai Hedorâ
- 1979 Kagaku ninja tai Gatchaman: Gekijô-ban
- 1979 Jigoku no mushi
- 1980 Saibôgu 009 / Cyborg 009 televisieserie
- 1980 Space Runaway Ideon
- 1981 Patlabor
- 1981 Shiriusu no densetsu / Sea Prince and the Fire Child
- 1982 Densetsu-kyoshin ideon: Sesshoku-hen
- 1982 Densetsu kyojin ideon: Hatsudou-hen
- 1983 Kojika Monogatari – The Yearling / Jody en het hertenjong
- 1986 Dragon Quest
- 1987 Dragon Quest II: Akuryo no Kamigami
- 1988 Dragon Quest III: Soshite Densetsu he
- 1988 J.E.S.U.S.: Kyoufu no Bio Monster
- 1989 Gojira VS Biorante / Godzilla vs. Biollante / Godzilla, der Urgigant
- 1990 Dragon Quest IV: Michibikareshi Monotachi
- 1991 Akagawa Jirouno Yuurei Ressha
- 1992 E.V.O.: Search for Eden
- 1992 Hanjyuku Hero: Aah Sekai yo Hanjuku Nare
- 1992 Dragon Quest V: Tenku no Hanayome
- 1992 Syvalion
- 1993 Divertimento ~ Hanjuku Hero
- 1993 Tetris 2
- 1993 Torneko no Daibouken: Fushigi no Dungeon
- 1994 Itadaki Street 2: Neon Sign ha Bara Iro ni
- 1995 The Monopoly Game 2 (JP)
- 1995 Dragon Quest VI: Maboroshi no Daichi
- 1998 Dragon Quest Monsters
- 1999 Torneko no Daibouken 2
- 2000 Dragon Quest Monsters 1
- 2000 Dragon Quest Monsters 2
- 2000 Dragon Quest VII: Eden no Senshitachi
- 2000 Torneko no Daibouken 3: The Last Hope
- 2001 Dragon Quest Monsters 2
- 2003 Dragon Quest Monsters: Slime Morimori
- 2003 Dragon Quest Monsters: Caravan Hearts
- 2004 Itadaki Street Special
- 2004 Dragon Quest VIII: Sora to Umi to Daichi to Norowareshi Himegimi
- 2006 Dragon Quest Swords: The Masked Queen and the Tower of Mirrors
- Dragon Quest IX
- The Voyage of little Sindbad (Japans tv)